# Davide Nardini
Davide Nardini (29 de marzo de 1999) es un deportista de Italia que compite en natación. Ganó una medalla de plata en el Campeonato Mundial Junior de Natación de 2017, en la prueba de 4 × 100 m estilos, y una medallas de oro en la Universiada de 2019.